# Staphylinochrous pygmaea
Staphylinochrous pygmaea là một loài bướm đêm thuộc họ Anomoeotidae. Loài này có ở Nigeria.